# Piesno (Grande-Pologne)
Piesno (prononciation : [ˈpjɛsnɔ]) est un  village polonais de la gmina de Łobżenica dans le powiat de Piła de la voïvodie de Grande-Pologne dans le centre-ouest de la Pologne.
Il se situe à environ 4 kilomètres au nord-ouest de Łobżenica (siège de la gmina), 40 kilomètres au nord-est de Piła (siège du powiat), et à 110 kilomètres au nord de Poznań (capitale de la Grande-Pologne).

## Histoire
De 1816 à 1920, Piesno fait partie de l'arrondissement de Wirsitz dans le district de Bromberg au sein de la province de Posnanie.
De 1975 à 1998, le village faisait partie du territoire de la voïvodie de Piła.

Depuis 1999, Piesno est situé dans la voïvodie de Grande-Pologne.
Le village possède une population de 222 habitants en 2012.